# Torshälla Tidning
Torshälla Tidning var en moderat lokaltidning för Torshälla stad med omgivningar som gavs ut mellan 1907 och 1945.  Till en början utkom tidningen med ett nummer i veckan, som mest två nummer i veckan, och hade en upplaga på omkring 500 exemplar.  Förste ansvarig utgivare och redaktör var Oscar Liebert Broberg. Mellan 1932 och 1940 var Torshällaprofilen och konstnären Georg Nyström redaktör.
Eskilstuna-Kuriren har senare vid enstaka tillfällen utgivit extrabilagor under namnet Torshälla Tidning. 